# Església de Constantinoble

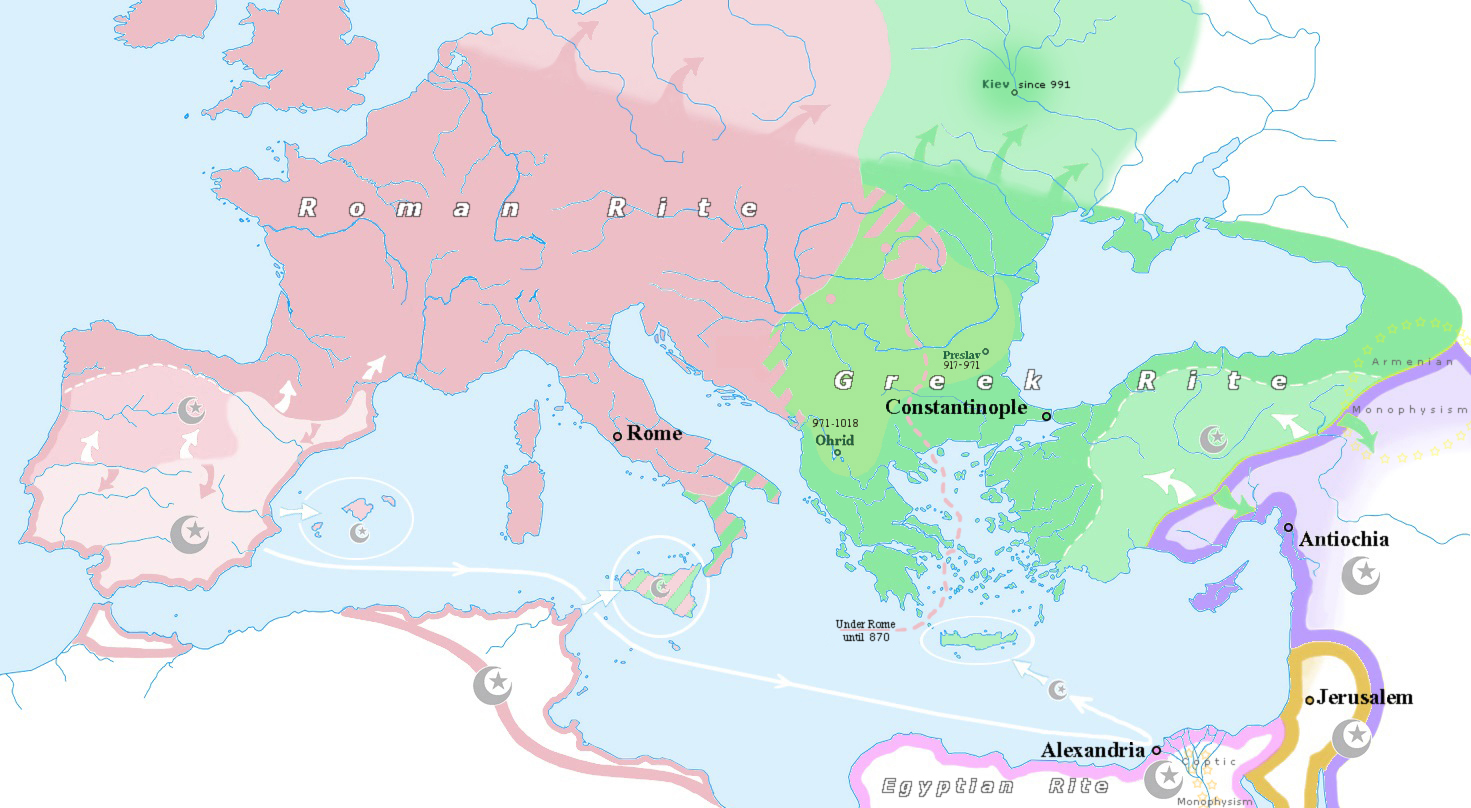
La Pentarquia, any 1000

L'Església de Constantinoble o església romana d'Orient va ser una de les primeres esglésies cristians i una de les que van formar la Pentarquia.
Segons la tradició, de fet, una llegenda sorgida al segle vii, el primer bisbe de la ciutat hauria estat consagrat per l'apòstol Andreu.
Després de traslladar-se en 330, la capital de l'Imperi Romà de Roma a Bizanci rebatejada com a Constantinoble o nova Roma, el bisbe la ciutat obtingué la preeminència d'honor després de la de Roma.
Després de cisma de 1054, cosa que va suposar una ruptura amb l'Església de Roma, ocuparà un lloc destacat entre les Esglésies ortodoxes.
El Patriarcat Ecumènic de Constantinoble actual n'és l'hereu directe.
El Patriarcat Armeni de Constantinoble va ser establert el 1461.
Durant el període de les Croades, Roma va organitzar una transitòria Església llatina de Constantinoble.